# Ллойд, Роберт
Ро́берт Э́ндрю Ллойд (англ. Robert Andrew Lloyd, родился 2 марта 1940 года в Саутенд-он-Си, Эссекс, Великобритания) — британский оперный певец, бас.
Родился в графстве Эссекс, Восточная Англия. Получил образование в колледже Кибла в Оксфорде, затем учился вокалу у баритона Отакара Крауса в Лондоне. Дебютировал в Опере Университетского колледжа в 1969 году в партии Дона Фернандо в опере Бетховена «Леонора» (ранняя версия оперы «Фиделио»). С 1969 по 1972 годы был основным в басом в Опере «Сэдлерс-Уэллс» (ныне Английская национальная опера), а с 1972 по 1982 годы пел в Королевской опере Ковент-Гарден. В период с 1988 по 2008 годы в Метрополитен-опера выступил 195 раз.
Пел ведущие партии в Глайндборне и других британских оперных театрах, выступал в большинстве ведущих театрах мира. Спел партии в английских, немецких, итальянских, французских и русских произведениях. Пел партии Клаггарта и Суперинтенданта Бадда в операх Бриттена «Билли Бадд» и «Альберт Херринг», Священника и Ангела смерти в оратории Элгара «Сон Геронтия», Зарастро в «Волшебной флейте», Осмина в «Похищении из Сераля», Рокко в «Фиделио», Сенеку в «Коронации Поппеи», Гурнеманца в «Парсифале», Фазольта в «Золоте Рейна», Дона Базилио в «Севильском цирюльнике», Фиеско в «Симоне Бокканегре», Филиппа II в «Доне Карлосе», Аркеля в «Пеллеасе и Мелизанде», графа де Грие в «Манон», Нарбала в «Троянцах», заглавную роль в «Борисе Годунове». Помимо оперных партий, поёт духовную музыку, участвовал в записи «Реквиема» Моцарта.
За заслуги в музыке в 1991 году удостоен звания Командора Ордена Британской империи.

## Дискография
Существует много записей Роберта Ллойда, в том числе:
- Albert Herring — Суперинтендант Бадд (дирижёр: Стюарт Бедфорд[англ.]), 1996, Naxos
- Il barbiere di Siviglia (дирижёр: Невилл Марринер), 1983, Philips
- La bohème (дирижёр: Колин Дэвис), 1979, Philips
- I Capuleti e i Montecchi (дирижёр: Джузеппе Патане[англ.], 1975, EMI
- Les contes d’Hoffmann — Креспель (дирижёр: Юлиус Рудель, 1972, Westminster
- Don Giovanni (дирижёр: Невилл Марринер), 1990, Philips
- The Dream of Gerontius (дирижёр: Адриан Боулт), 1975, EMI
- Die Entführung aus dem Serail (дирижёр: Колин Дэвис), 1978, Philips
- La fanciulla del West (дирижёр: Зубин Мета), 1977, DG
- Fidelio (дирижёр: Дэвид Пэрри[англ.], 2005, Chandos
- Béatrice et Bénédict (дирижёр: Колин Дэвис), 1977 Philips
- Lucia di Lammermoor (дирижёр: Никола Решиньо[англ.], 1983, EMI
- Macbeth (дирижёр: Джузеппе Синополи), 1983, Philips
- A Midsummer Night’s Dream (дирижёр: Колин Дэвис), 1996, Philips
- Le nozze di Figaro (дирижёр: Невилл Марринер), 1986, Philips
- Parsifal (дирижёр: Армин Жордан[англ.], 1981, Erato
- Requiem (Mozart), дирижёр: Невилл Марринер), 1991, Philips
- The Rhinegold (дирижёр: Реджинальд Гудолл[англ.], 1975, Chandos
- Werther (дирижёр: Колин Дэвис), 1981, Philips
- Die Zauberflöte (дирижёр: Чарльз Маккеррас), 1991, Telarc
- Great Mass in C Minor (хормейстер: Ласло Хелтаи), 1994 Philips